# Dragostea unei femei
Dragostea unei femei (titlul original: în franceză L'Amour d'une femme) este un film dramatic franco-italian, realizat în 1953 de regizorul Jean Grémillon, protagoniști fiind actorii Micheline Presle, Massimo Girotti, Gaby Morlay și Paolo Stoppa.

## Rezumat
Marie, o tânără doctoriță, îl înlocuiește pe insula Ouessant pe bătrânul practicant care urmează să se pensioneze. În ciuda prejudecăților insularilor, ea reușește să fie acceptată. A legat o prietenie cu profesoara, aproape de pensionare, Germaine Leblanc.
André, un inginer care locuiește temporar pe insulă pentru lucrul pe un șantier, se îndrăgostește de ea. La început reticentă, iese cu el, cu riscul de a-și compromite reputația. André îi cere să se căsătorească cu el, dar îi cere să renunțe la serviciu pentru asta. Marie refuză la început, dar după moartea subită a prietenei ei profesora și înmormântarea ei, în indiferență generală, înțelege vanitatea de a dori să slujească o populație indiferentă și ajunge să accepte propunerea de căsătorie...

## Distribuție
- Micheline Presle – doctor Marie Prieur, o tânără doctoriță care a venit să profeseze pe insula Ouessant
- Massimo Girotti – André Lorenzi, un inginer de care se îndrăgostește Marie
- Gaby Morlay – Germaine Leblanc, profesorul de pe insulă
- Paolo Stoppa – preotul
- Julien Carette – Le Quellec, paraclisierul
- Roland Lesaffre – Yves
- Marc Cassot – Marcel
- Marius David – Lulu, Asistentul lui André
- Jean-Marie Day – Jeannot Le Quellec
- Jacqueline Lemaire – Aline Malgorn
- Yvette Étiévant – Fernande Malgorn, mama Alinei
- Robert Naly – doctorul Morel
- Madeleine Geoffroy – Isabelle Morel
- Jacqueline Jehanneuf – noul profesor
- Émile Ronet – tatăl lui Fernande Malgorn
- Henri Marchand – Albert, patronul al bar-tabac-ului
- Made Siamé – Joséphine
- France Asselin – Yvonne Le Quellec
- Laurence Badie – fiica patronului bistroului
- Georges Cadix –
- Sébastien Keran –
- Jean Jacques Lapeyronnie –
- Robert Mercier –
- Jean Péméja –